# أنترا بيسواس
أنترا بيسواس هي ممثلة هندية، ولدت في 21 أكتوبر 1982 في الهند.

## وصلات خارجية
- أنترا بيسواس على موقع IMDb (الإنجليزية)
- أنترا بيسواس على موقع قاعدة بيانات الفيلم (الإنجليزية)